# فرانچسکا رومانا کولوتسی
فرانچسکا رومانا کولوتسی (ایتالیایی: Francesca Romana Coluzzi؛ ‏ ۲۰ مهٔ ۱۹۴۳ – ۱۵ ژوئیهٔ ۲۰۰۹) یک بازیگر اهل ایتالیا بود. 
از فیلم‌هایی که وی در آن نقش داشته است، می‌توان به همان دریا، همان ساحل، یک هفته کنار دریا، پیرینو در مقابل همه، دخترخاله، دربان برهنه، ارواح شهوت‌زده، ارتباط ایتالیایی، اینگرید فاحشه خیابانی، خانم معلم و همه کلاس در ساحل، سونیای سرخ، معلم مدرسه، خانم معلم با همه کلاس… می‌رقصد، پرستار شب و جووانونا شاسی‌بلند اشاره کرد. 
کولوتسی برنده جایزه انجمن ملی فیلم ایتالیا برای بهترین بازیگر نقش مکمل زن در سال ۱۹۷۱ شده است.